# Septembre 1935

## Événements
- 1er septembre : le pilote français André Japy effectue dans la journée le trajet Paris - Oran et retour (16 heures et 25 minutes de vol).

- 3 septembre : à Bonneville Salt Flats, Malcolm Campbell établit un nouveau record de vitesse terrestre : 484,62 km/h.

- 8 septembre : Grand Prix automobile d'Italie.

- 15 septembre :
  - Adoption du drapeau à croix gammée (ou swastika) comme drapeau national du Troisième Reich.
  - Adoption des lois de Nuremberg discriminatoires racialement à l'encontre des Juifs en les privant de leur citoyenneté et de leurs droits politiques.

- 17 septembre : premier vol du Junkers Ju 87 Stuka préparé en secret depuis 1933, contraintes du Traité de Versailles obligent.

- 22 septembre : 
  - Grand Prix automobile d'Espagne.
  - L'aviateur français André Japy effectue dans la journée le trajet Paris - Tunis et retour.

- 24 septembre : premier vol de l'hydravion de chasse Potez 453.

- 28 septembre : premier vol du chasseur Loire 250.

- 29 septembre : 
  - lancement de Radio Cité à Paris.
  - Grand Prix automobile de Tchécoslovaquie.

## Naissances
- 1er septembre : Richard Fork, physicien américain († 16 mai 2018).
- 4 septembre : Lioudmyla Alfimova, actrice ukrainienne († 22 février 2024).
- 5 septembre : Lucille Soong, actrice américano-chinoise.
- 7 septembre : Abdou Diouf, homme d'État sénégalais.
- 8 septembre : Lucien Attoun, metteur en scène et directeur de théâtre français († 28 avril 2023).
- 9 septembre : Chaim Topol, acteur israélien († 9 mars 2023).
- 11 septembre :
  - Jacques Gaillot, évêque français († 12 avril 2023).
  - Arvo Pärt, compositeur estonien.
  - Bjørg Vik, romancière et journaliste norvégienne († 7 janvier 2018).
- 12 septembre : Richard Hunt, sculpteur américain († 16 décembre 2023).
- 13 septembre :
  - Chamaco (Antonio Borrero Morano dit), matador espagnol († 11 novembre 2009).
  - Jean-Claude Hertzog, évêque catholique français, évêque auxiliaire de Bordeaux († 24 novembre 2005).
- 14 septembre :
  - Fujio Akatsuka (赤塚・不二夫), mangaka japonais († 2 août 2008).
  - Amanda Barrie, actrice britannique.
  - Étienne Copel, général de brigade aérienne de l'Armée de l'air française.
  - Luc Durand, comédien et metteur en scène québécois († 3 juillet 2000).
  - Antonio Eceiza, scénariste, réalisateur et producteur espagnol († 15 novembre 2011).
  - Ernst-Günter Habig, joueur et entraîneur de football allemand († 14 mars 2012).
  - Ahmed Maher, homme politique et diplomate égyptien († 27 septembre 2010).
  - Kurt Sepp, joueur et entraîneur de hockey sur glace allemand.
- 16 septembre : Carl Andre, artiste américain († 24 janvier 2024).
- 17 septembre :
  - Heinrich Bauer, archéologue allemand († 14 février 1993)
  - Serge Klarsfeld, écrivain, historien et franco-israélien et avocat de la cause des déportés juifs en France.
- 19 septembre : Velasio de Paolis, prélat italien († 9 septembre 2017).
- 20 septembre : André Fort, évêque catholique français, évêque d'Orléans.
- 29 septembre :
  - Mylène Demongeot, actrice française († 1er décembre 2022).
  - Jerry Lee Lewis, chanteur américain († 28 octobre 2022).

## Décès
- 1er septembre : Louis Lavauden, forestier et zoologiste français (° 1881).
- 28 septembre : Hans Baluschek, peintre, illustrateur et écrivain allemand (° 9 mai 1870).